# 石原善暢
石原 善暢（いしはら よしのぶ、1973年〈昭和48年〉8月22日 - ）は、日本の舞台俳優。大阪府出身。演劇集団キャラメルボックス団員。所属事務所はジェイエフシーティー。
大阪学院大学卒業後、劇団東俳（関西支社）・劇団必死組を経て2002年、演劇集団キャラメルボックスに入団。
2024年元日に演劇集団キャラメルボックス所属の女優である森めぐみと結婚したことを、同年10月1日、Xで公表。

## 出演

### テレビドラマ
- 火曜ドラマ セクシーボイスアンドロボ Voice3（2007年4月24日、日本テレビ系）[5]
- 月曜ゴールデン 捜し屋★諸星光介が走る! 第6作（2011年11月21日、TBSテレビ系）[6]
- 相棒（テレビ朝日系）
  - season9 最終話「亡霊」（2011年3月9日） - 刑事 役
  - season12 第15話 「見知らぬ共犯者」（2014年2月12日）- 雑誌社･つぼみ出版の記者 役
- Strangers 6（2012年、WOWOWプライム）
- ドラマチック・サンデー 早海さんと呼ばれる日 第1話（2012年1月15日、フジテレビ系）
- 鈴子の恋 第43話 - 桜井医師 役
- 東野圭吾ミステリーズ 白い凶器（2012年）
- ビギナーズ! 第8話（2012年）
- カラマーゾフの兄弟 第1話（2013年）
- 法医学教室の事件ファイル37（2013年）- 中谷航介 役
- ずっと愛してる（2014年、BSフジテレビ日本・インドネシア合作ドラマ）
- 世にも奇妙な物語 '14春の特別編「墓友」（2014年）- 医師 役
- 極悪がんぼ 第3話（2014年、フジテレビ）
- 金曜プレステージ 森光子を生きた女〜日本一愛されたお母さんは、日本一寂しい女だった〜（2014年5月19日、フジテレビ）[7]
- 上流階級〜富久丸百貨店外商部〜（2015年、フジテレビ）
- キャリア〜掟破りの警察署長〜（2016年）- 寺岡太郎 役
- 金曜ドラマ アンナチュラル 第1話（2018年1月12日、TBS）[8]
- いつまでも白い羽根（2018年） - 千田一雄 役
- 特捜9 Season5（2022年） - 小暮実 役

### ラジオドラマ
- 旅猫リポート（2014年、青春アドベンチャー）

### 映画
- 花田少年史 幽霊と秘密のトンネル（2006年）- 担任教諭 役
- シン・ゴジラ（2016年）[9]

### CM
- 三井不動産『〜お客様の思い』篇（2005年）
- エイブル『キャンペーン』（2006年）
- サッポロビール『ヱビスビール〜お中元』篇（2007年）
- ヤマハ『エレクトーン ステージmini』（2008年）
- ホーリーホック写真スタジオ（2010年）
- 大正製薬『ナロンエースR イベント会場』（2011年）
- アクサ損害保険『事故現場』『不安な親子』（2012年）- コールセンター男性 役
- パナソニック『暮らしのエコナビ』（2012年）
- ソフラン『ソフラン カンカン・ヘコミ』（2012年）
- アクサ損害保険『チームAXA編』（2013年）- リーダー 役
- ヤマザキ クリスマスケーキ『予約』篇（2013年）
- アクサ損害保険『頼れるね編』（2014年）- リーダー 役

### 舞台

#### 演劇集団キャラメルボックス
- 『ALONE AGAIN』（2003年）- 文太 役
- 『彗星はいつも一人』（2003年）- 騎一郎 役
- 『猫と針』（2007年）- ヤマダマサヒコ 役
- 『サボテンの花』（2007年）- 稲川義則役
- 『嵐になるまで待って』（2008年）- 高杉 役
- 『容疑者Xの献身』（2009年・2012年）- 富樫慎二 役
- 『風を継ぐ者』（2009年）- 秋吉剣作 役
- 『また逢おうと竜馬は言った』（2010年）- 本郷 役
- 『銀河旋律』（2011年、ヤマノウエ）- 筒井俊作・小多田直樹とトリプルキャスト
- 『飛ぶ教室』（2011年）- 禁煙さん 役
- 『ウルトラマリンブルー・クリスマス』（2013年）- 長門 役
- 『鍵泥棒のメソッド』（2014年、土屋/彼氏/風呂客）
- 『パスファインダー』（2015年）- 吉本 役
- 『きみがいた時間ぼくのいく時間』（2016年）- 柿沼浩二 役
- 『フォーゲット・ミー・ノット』（2016年）- 吉野伝次郎 役
- 『鍵泥棒のメソッド』(2017年)
- 『エンジェルボール』(2018年)
- 『ナツヤスミ語辞典』(2019年)-アヅチ
- 『ミス・ダンデライオン』(2022年)- 野方耕一
- 『クローズ・ユア・アイズ』(2023年)- 正岡寛治
- 『さよならノーチラス号』（2025年）[10]

#### 客演
- 『crystal EVE』（2004年）
- 『ENDLESS TRIP』（2004年）
- 『ORANGE』（2005年・2013年）
- 『籠釣瓶花街酔醒』（2007年、サニーサイドウォーカー）
- 『義経』（2008年、ルドビコ）
- 『ファンタスマゴリア』（2009年、少年社中）
- 『旅猫リポート』（2013年、スカイロケット）- スギ/サトル父/体育教師 役